# Croix-Rouge Military Cemetery
Le cimetière «Croix Rouge Military Cemetery, Quaëdypre  » est un cimetière militaire de la Première Guerre mondiale situé sur le territoire de la commune de Quaëdypre, Nord.

## Localisation
Ce cimetière est situé à 7 km au nord de la commune, non loin de Bergues, au lieu-dit La Croix Rouge, route de la Chapelle.

## Historique
Le village de Quaëdypre est resté loin du front au cours de la Première Guerre Mondiale. Un hôpital militaire britannique a été implanté à Bergues de mai à octobre 1918. Ce cimetière a été créé pour inhumer les soldats décédés dans cet hôpital des suites de leurs blessures .

## Caractéristiques
Le cimetière contient maintenant 87 sépultures de la Première Guerre mondiale et 2 de la Seconde Guerre mondiale. Le cimetière couvre une superficie de 371 mètres carrés et est clôturé (sauf du côté de la route) par un muret de pierres. Il a été conçu par G.H. Goldsmith.

## Galerie

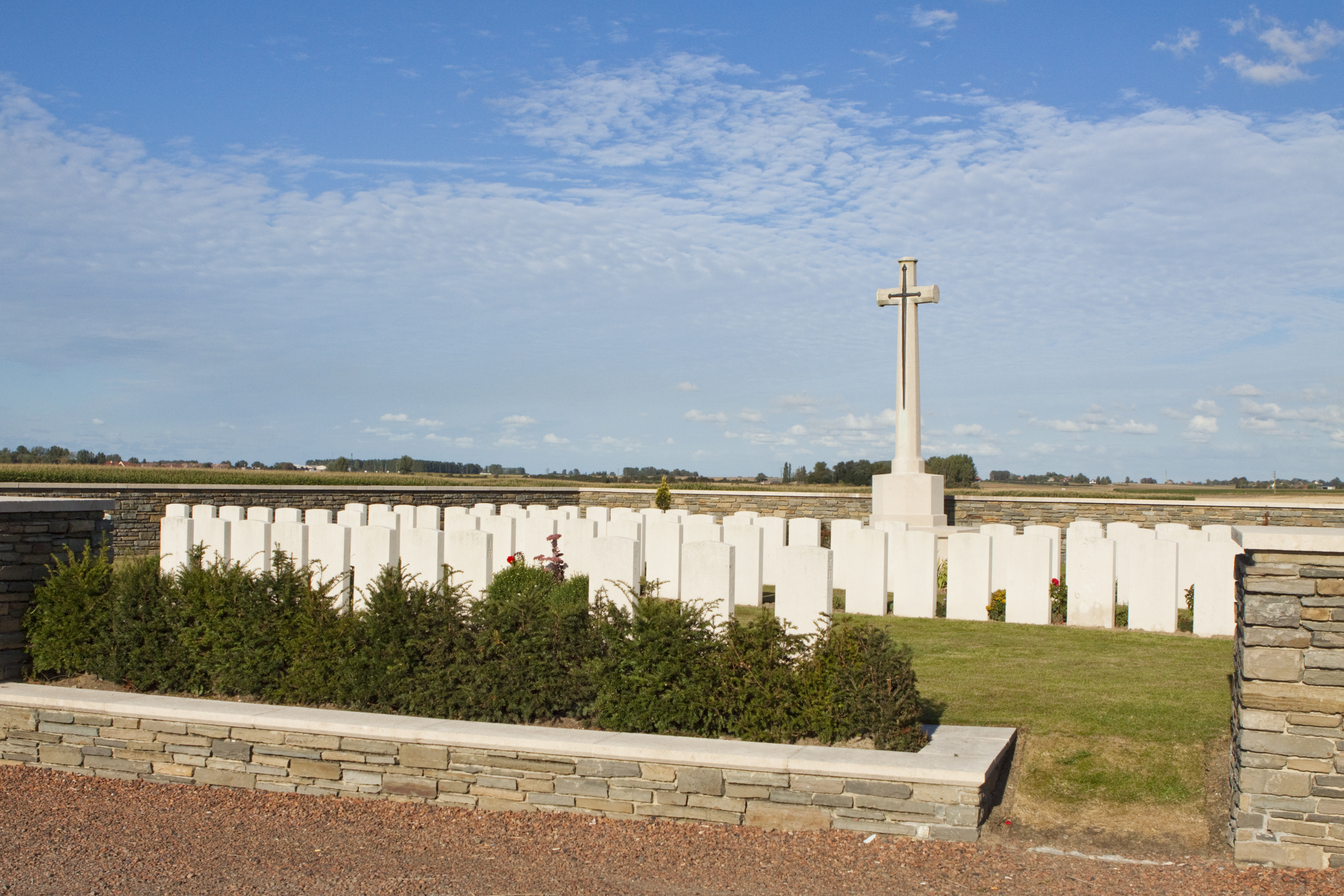
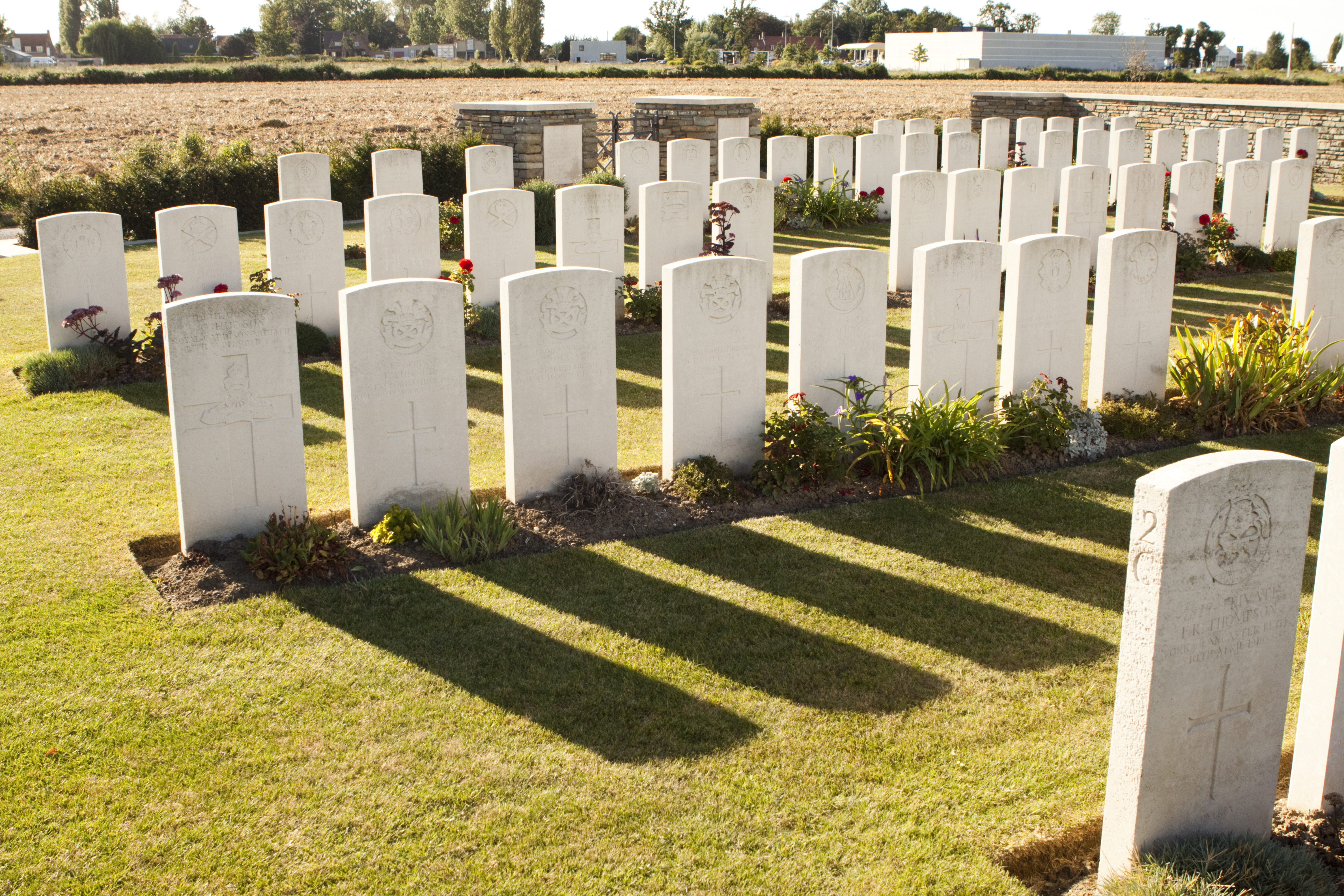
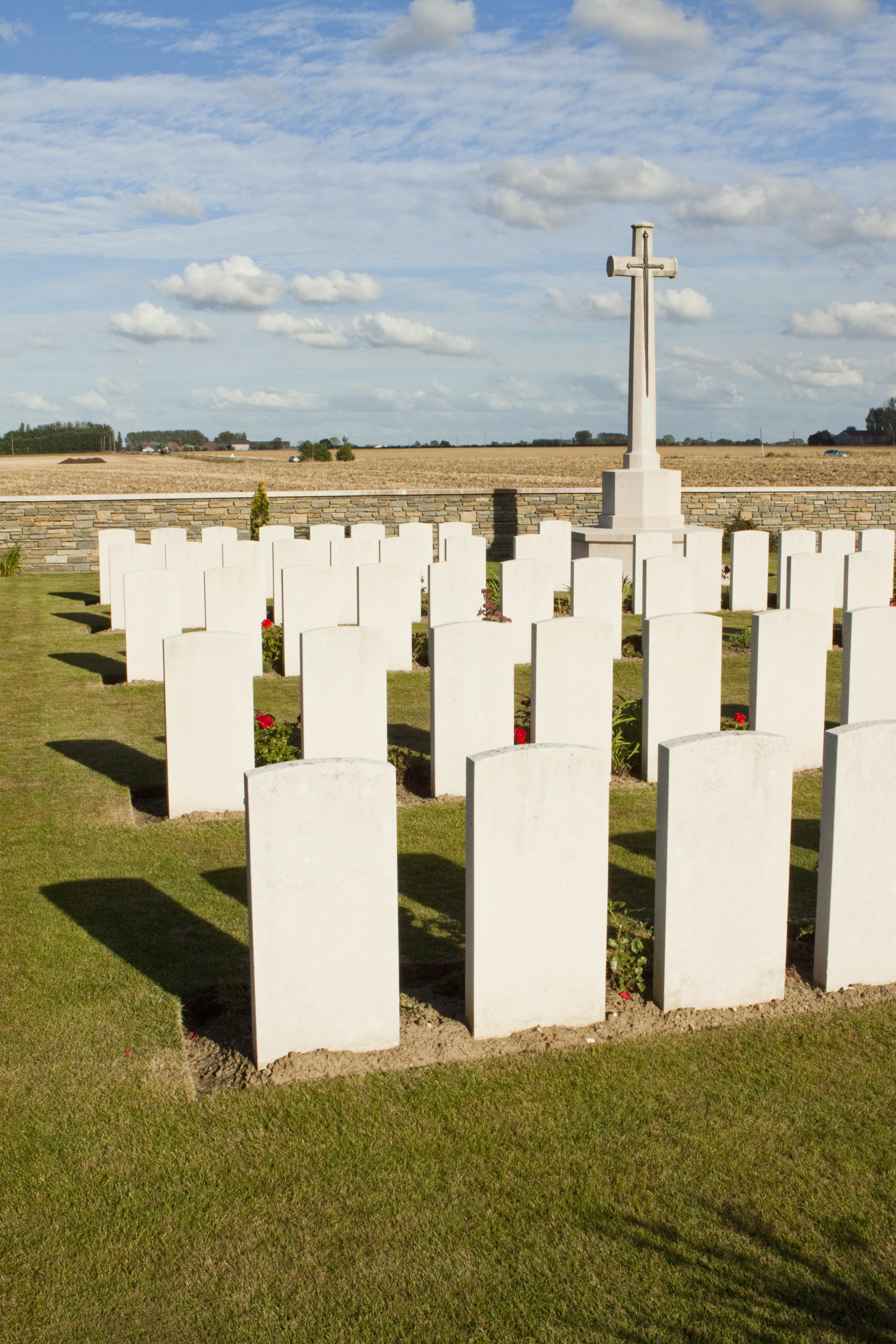

## Sépultures
| Pays        | Sépultures |
| ----------- | ---------- |
| Royaume-Uni | 89         |